# Olona inférieure

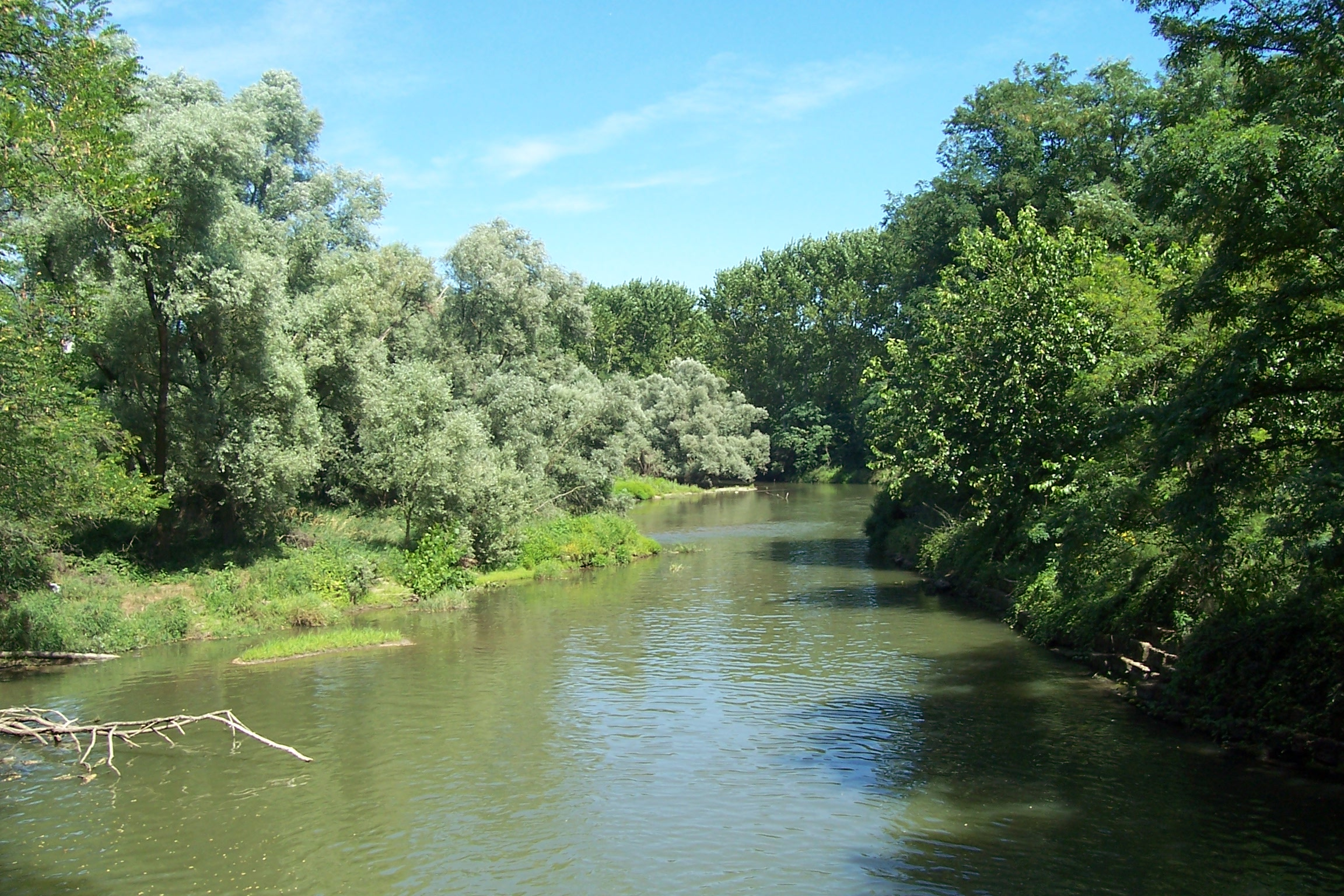
L’Olona méridionale sur le territoire de Genzone.

L’Olona méridionale, appelée aussi Olona inférieure, est une rivière de la province de Pavie, affluent du fleuve Pô.
Le cours d'eau est peu cité de par son importance minime, est distingué avec cette appellation pour le distinguer de l’autre Olona affluent du Lambro. L'homonymie avec le cours d'eau Olona vient du fait qu’à l’époque romaine les deux rivières avaient le même cours d’eau, par conséquent la rivière n’a pas d’appellation : la distinction inférieure ou méridionale est donnée exclusivement par l’exigence de distinguer de l’autre cours d’eau homonyme qui se termine à Milan.

## Ultime tronçon de l’antique Olona
L'Olona inférieure naît de la confluence du canal Olonetta et du Roggione dans la commune de Bornasco en province de Pavie, et débouche dans le Pô à San Zenone al Po. Sur son bref parcours, il reçoit les eaux naturelles de Fontanile et de petits canaux d’irrigation utilisés pour la culture du riz.
D’après les recherches hydrologiques L’hypothèse que, avant la déviation de l’Olona de Rho à Milan de la part des Romains (Ier – IIe siècle), celui-ci fut le dernier tracé du fleuve qui naît au hameau de Rasa di Varese (Varese).

## Hydrographie

### Riz, maïs et peuplier

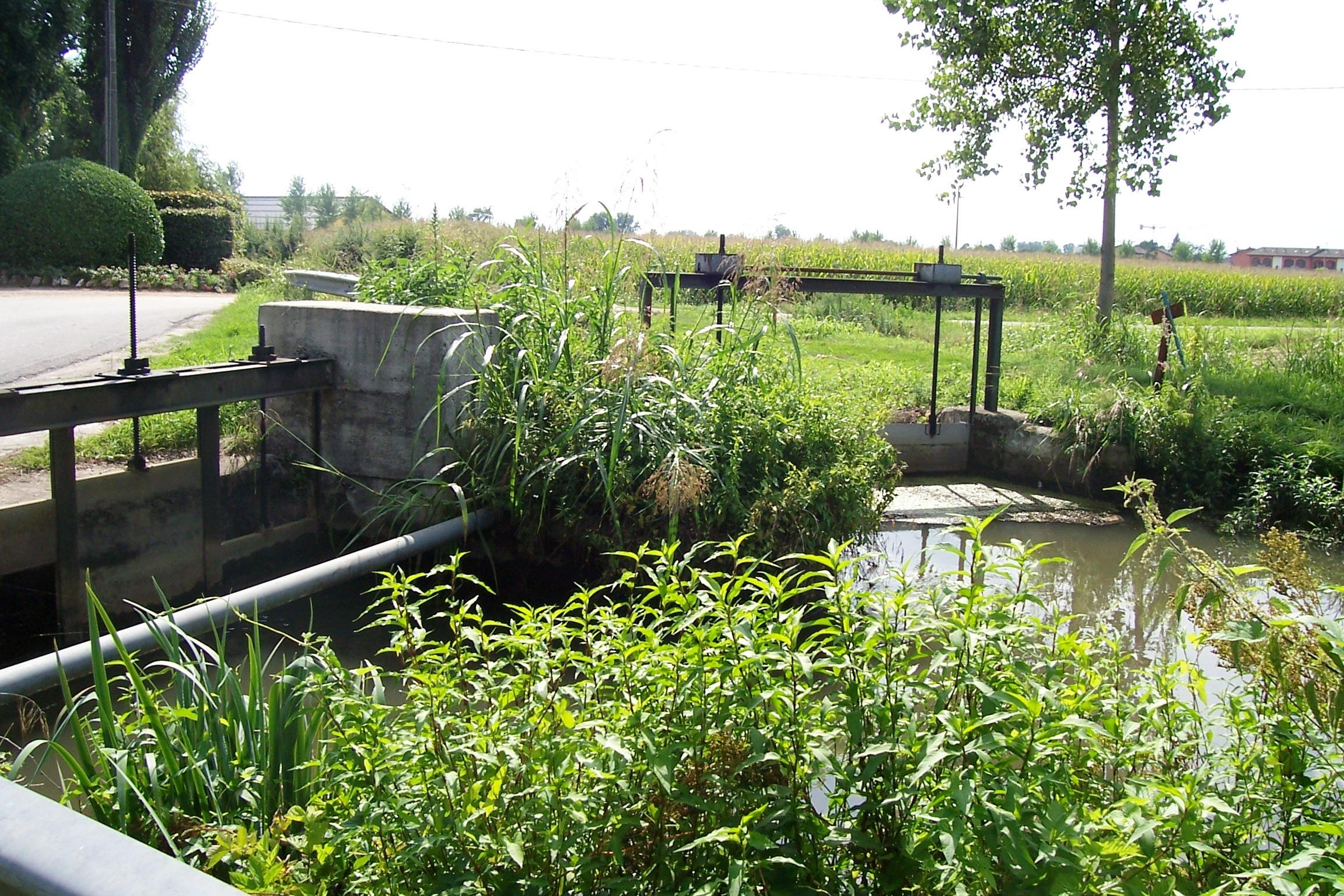
Misano (Bornasco), début du canal Olonetta.

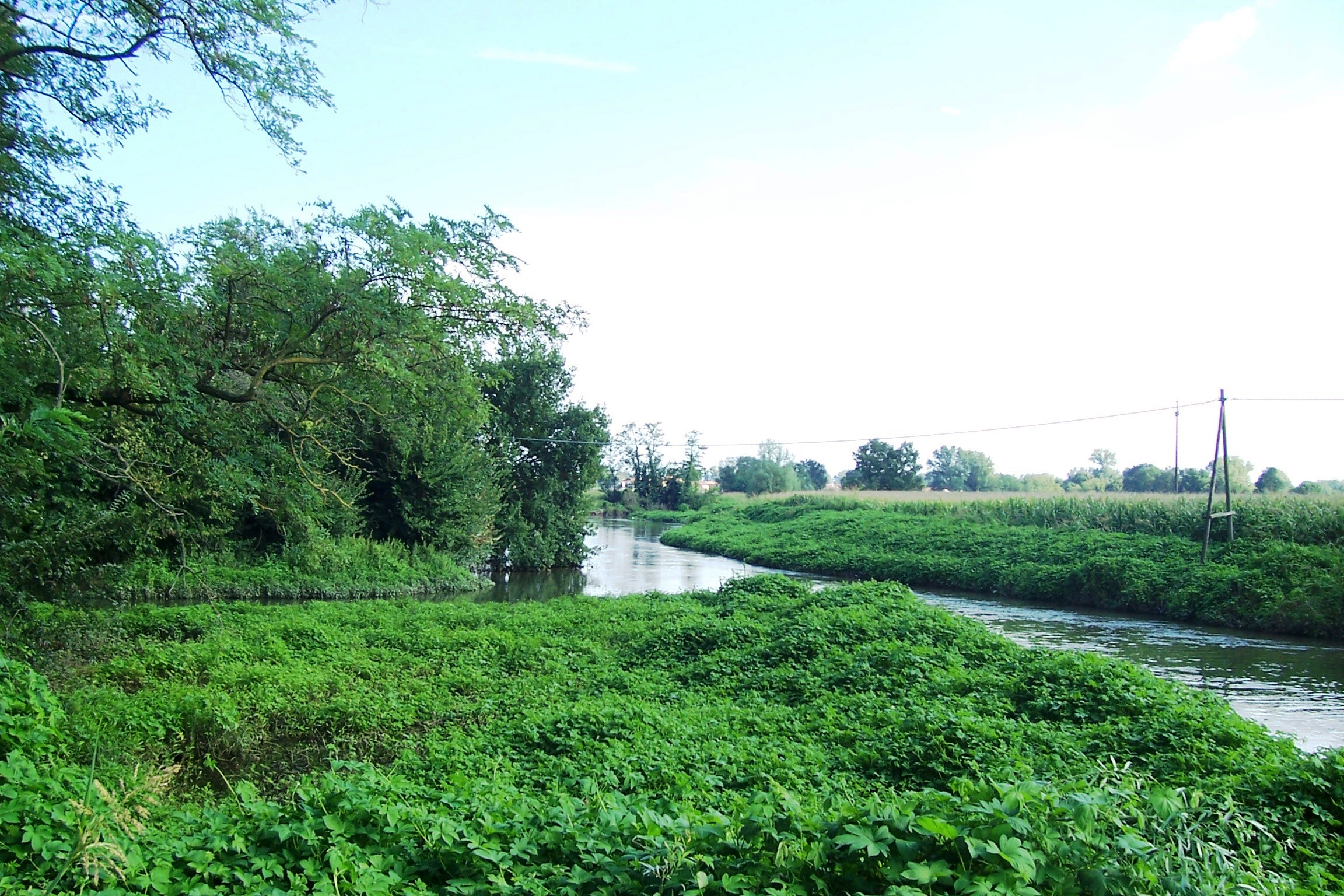
L'Olonetta, à gauche, conflue dans le Roggione, à Bornasco, qui de là s’appelle Olona inférieure.

Le creusement du Naviglio Grande, à partir du XIIe siècle, intercepte dans le Milanais occidental les eaux provenant du Nord (rive gauche) et les redistribuant par des bouches d’irrigation sur la rive droite soit dans des lits soit artificiels, soit naturels. Un de ceux-ci est probablement l’antique lit de l’Olona, même s’il n’est pas établi exactement duquel il s’agit.
Avec des eaux abondantes, il descend dans les paysages typiques de la basse Lombardie, parmi les rizières, champs de maïs, prés et rangées de peupliers, traverse les territoires de Lardirago, Sant'Alessio con Vialone, Cura Carpignano, Copiano, Genzone, Corteolona, Costa de' Nobili et San Zenone al Po. Le fleuve ne traverse pas les centres habités mais court dans la campagne environnante, avec un courant rapide pour les dénivellations entre les terrasses de la plaine et le lit du Pô. Deux écluses de retenue, une à Genzone et l'autre à Ca' Giulia, assurent les dérivations.
Le "Programme de tutelle et d’utilisation des eaux" (PTUA), approuvé en 2006, indique la nécessité de construire le long du cours six dépurateurs pour éliminer la contamination due aux produits utilisés par l’agriculture.

### Crues désastreuses
Gianni Brera, le 26 septembre 1947, décrit les dégâts causés par la crue du fleuve à San Zenone al Po.

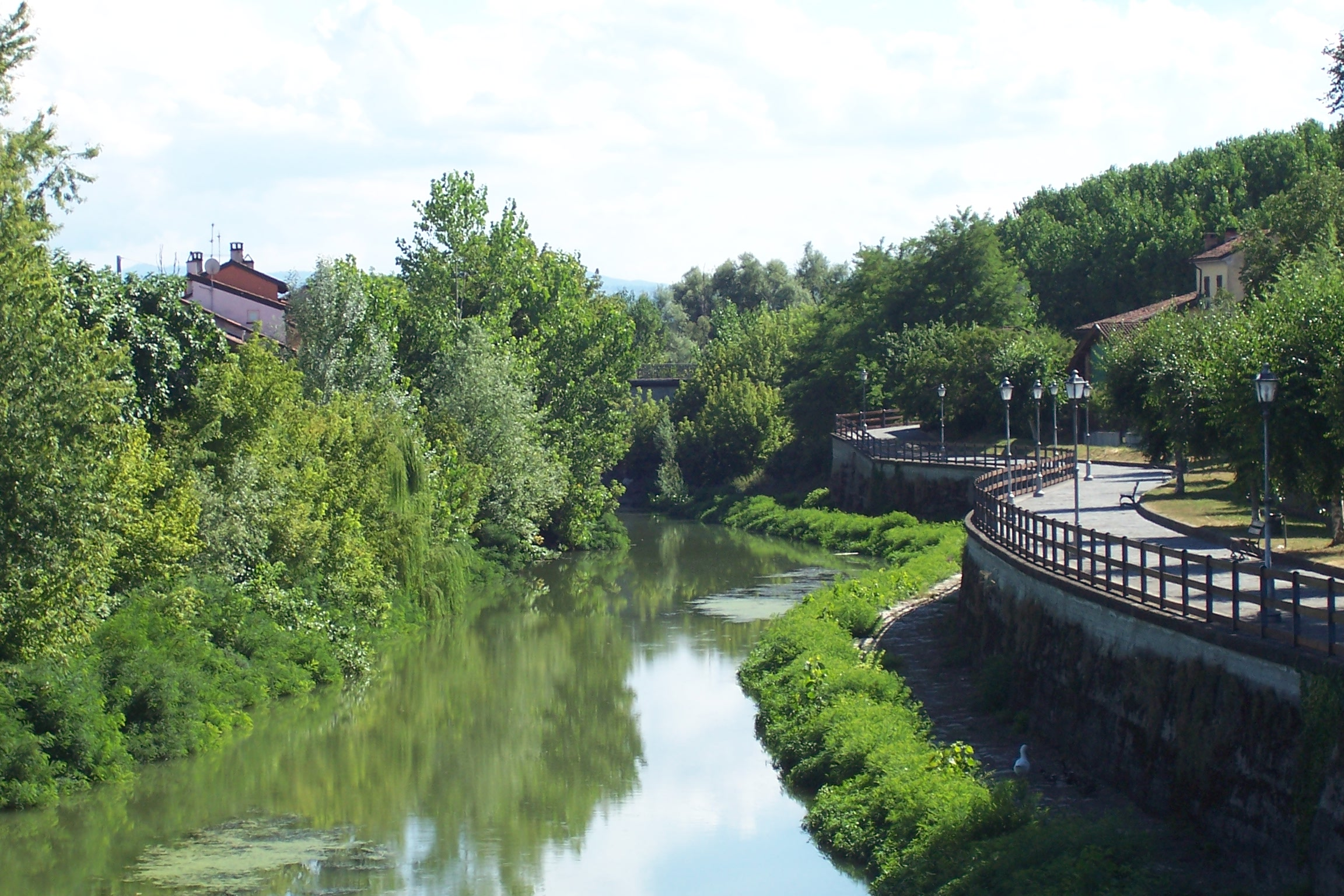
San Zenone, l'Olona descend vers le Pô.

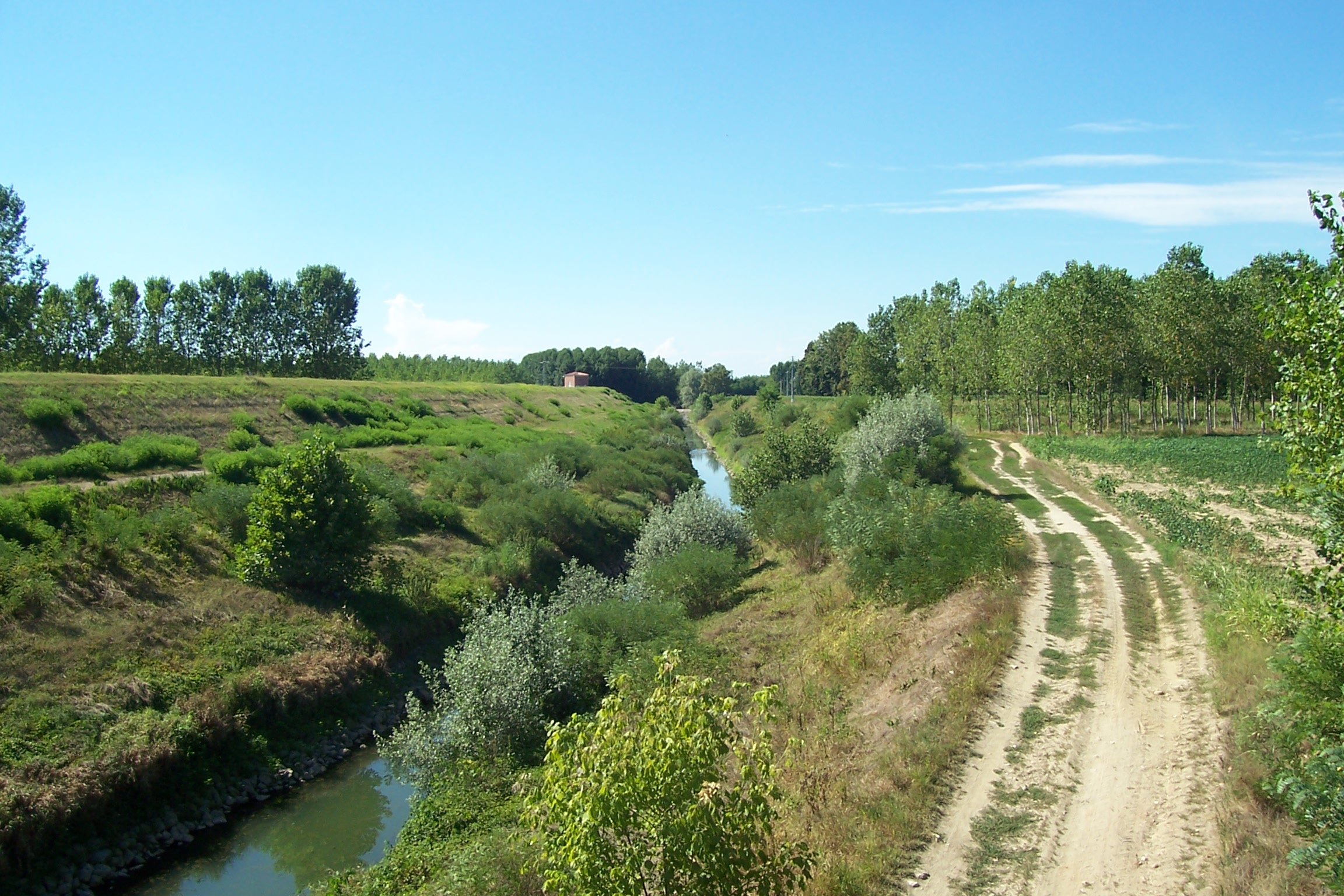
L'Olona nouveau à San Zenone: la digue de gauche protège le pays.

## Galerie d’images

### L'Olona inférieure à Costa de' Nobili

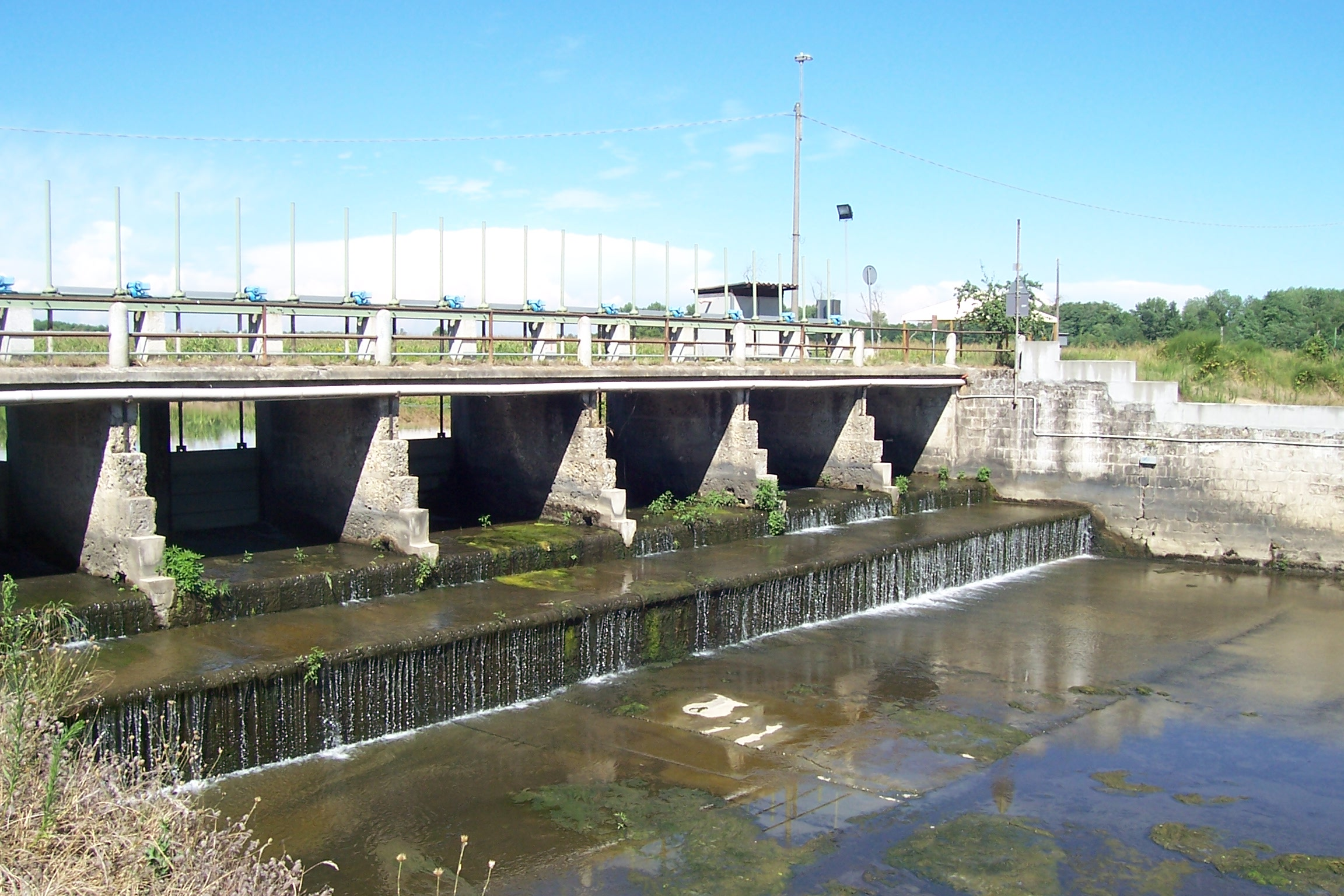
La "travaca" de Costa de' Nobili
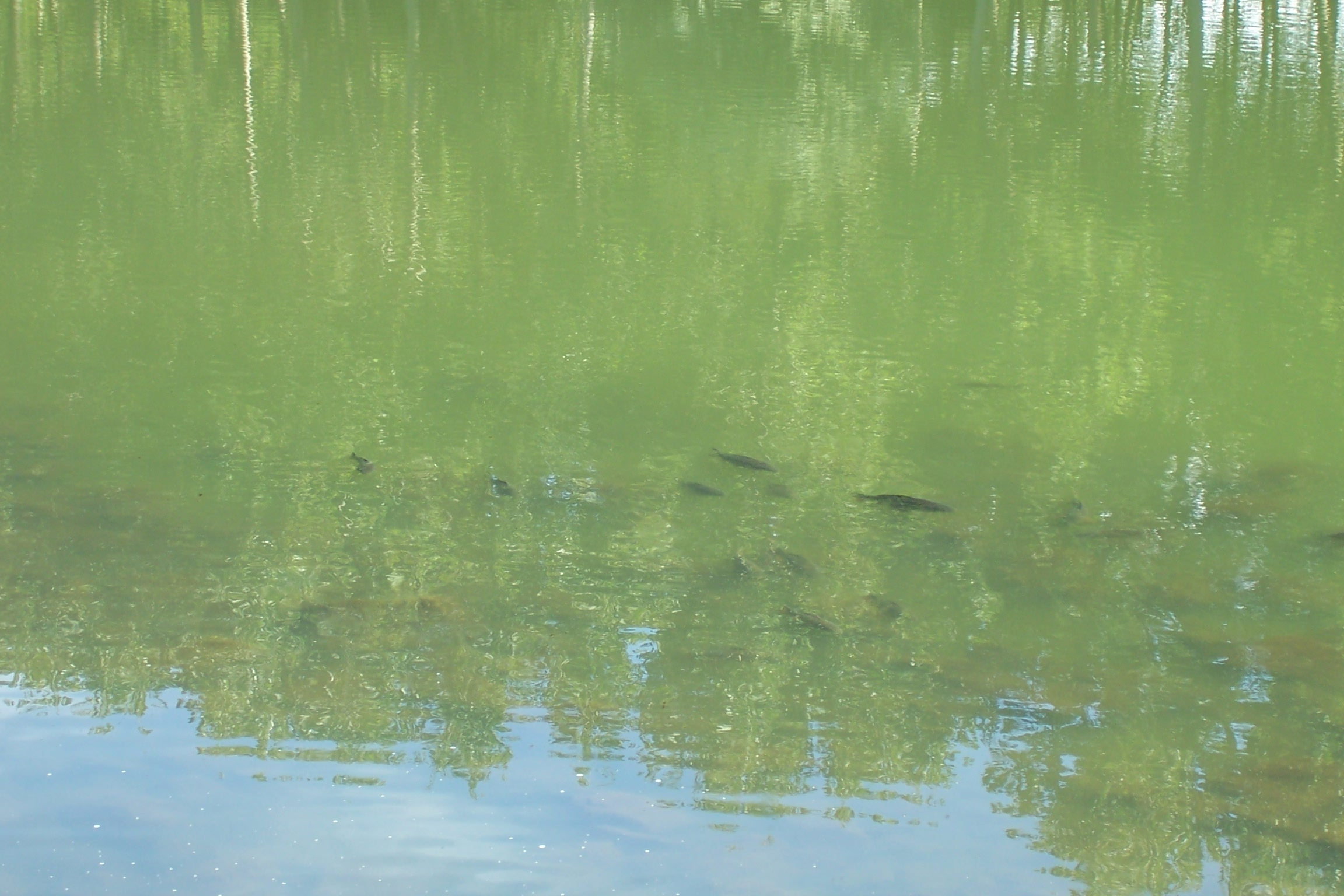
Poissons dans le bassin sous l’écluse
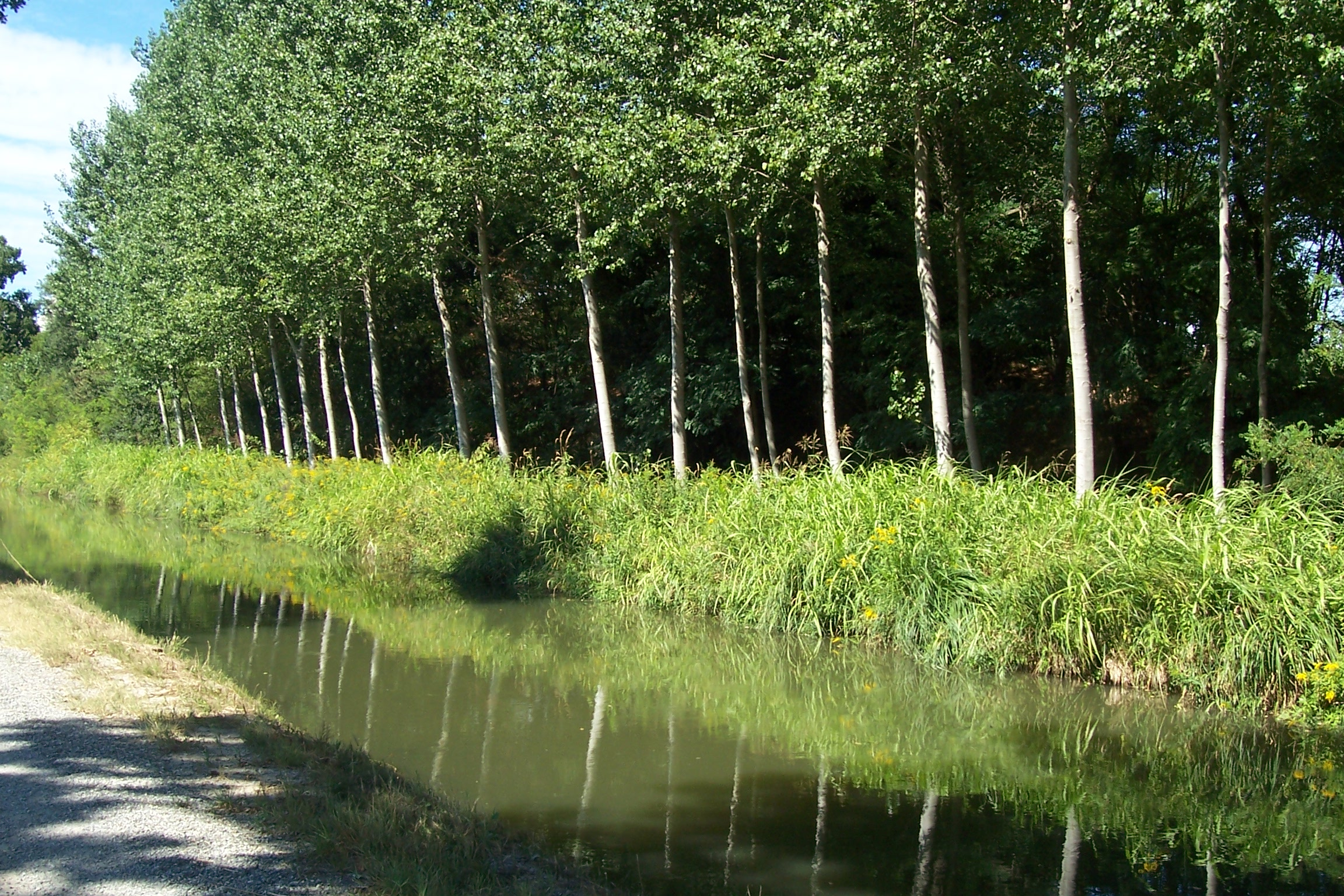
le cavo Ravano originaire de l'Olona

### Le long du parcours

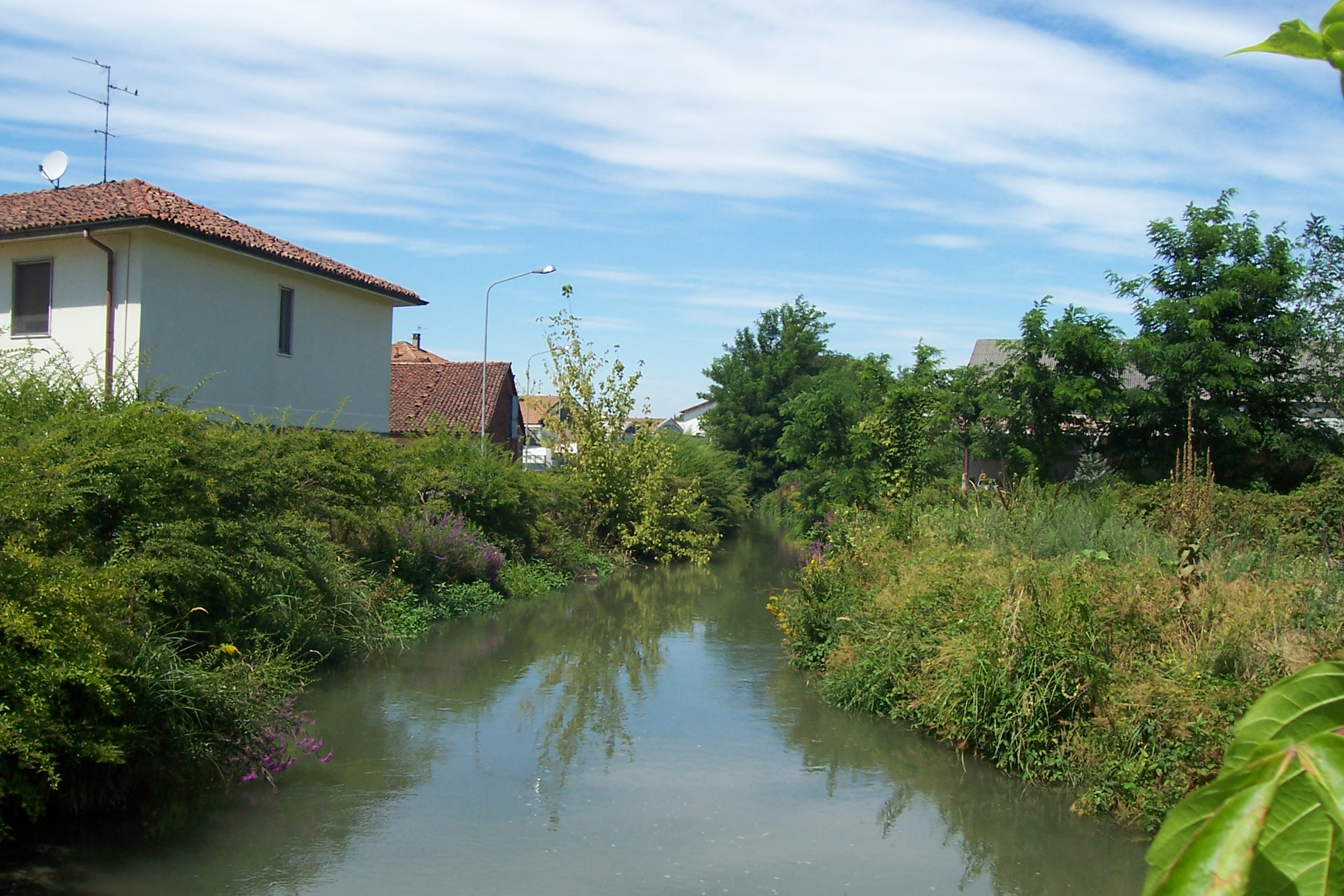
La Roggia Grande à Corteolona
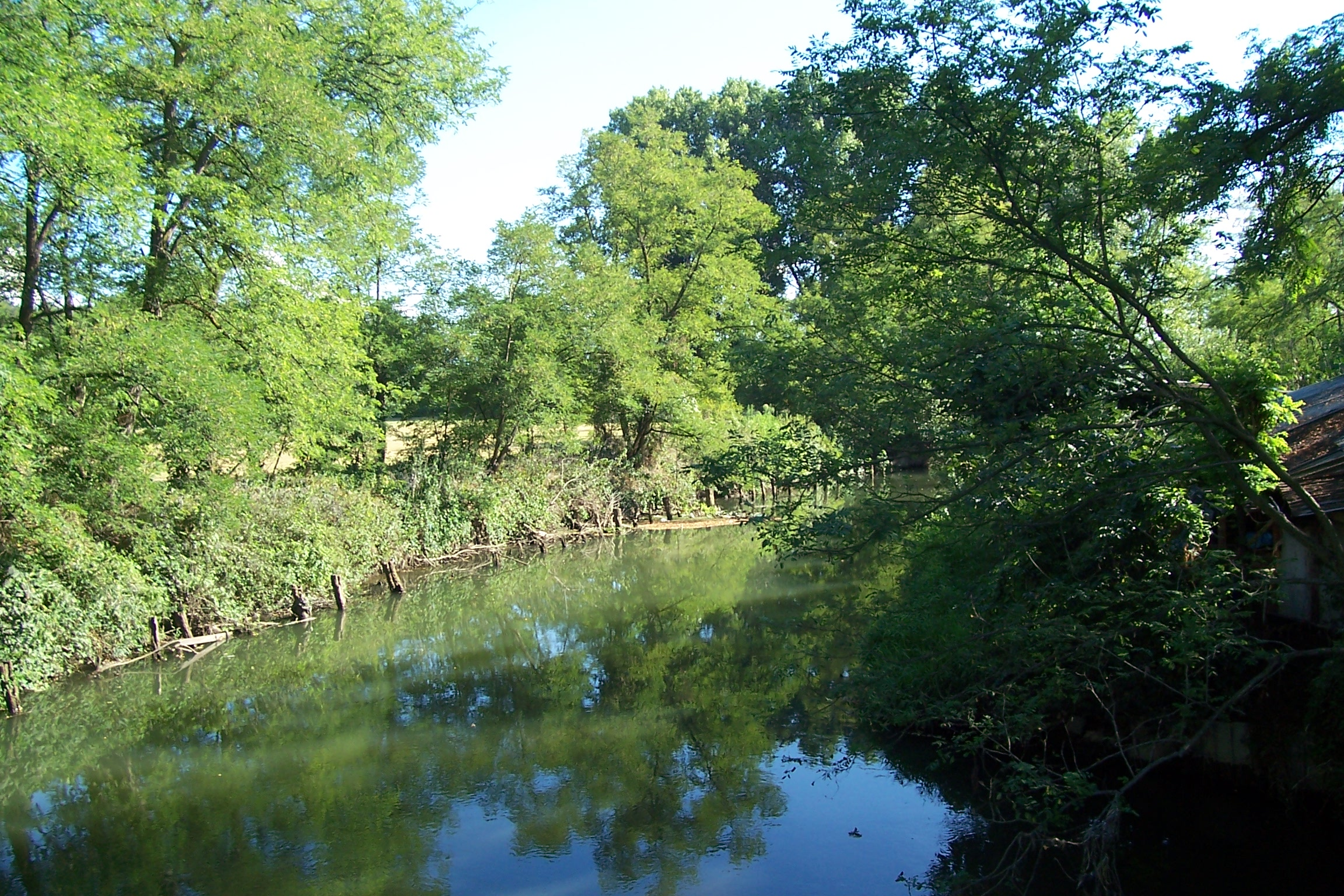
L'Olona inférieure à Lardirago
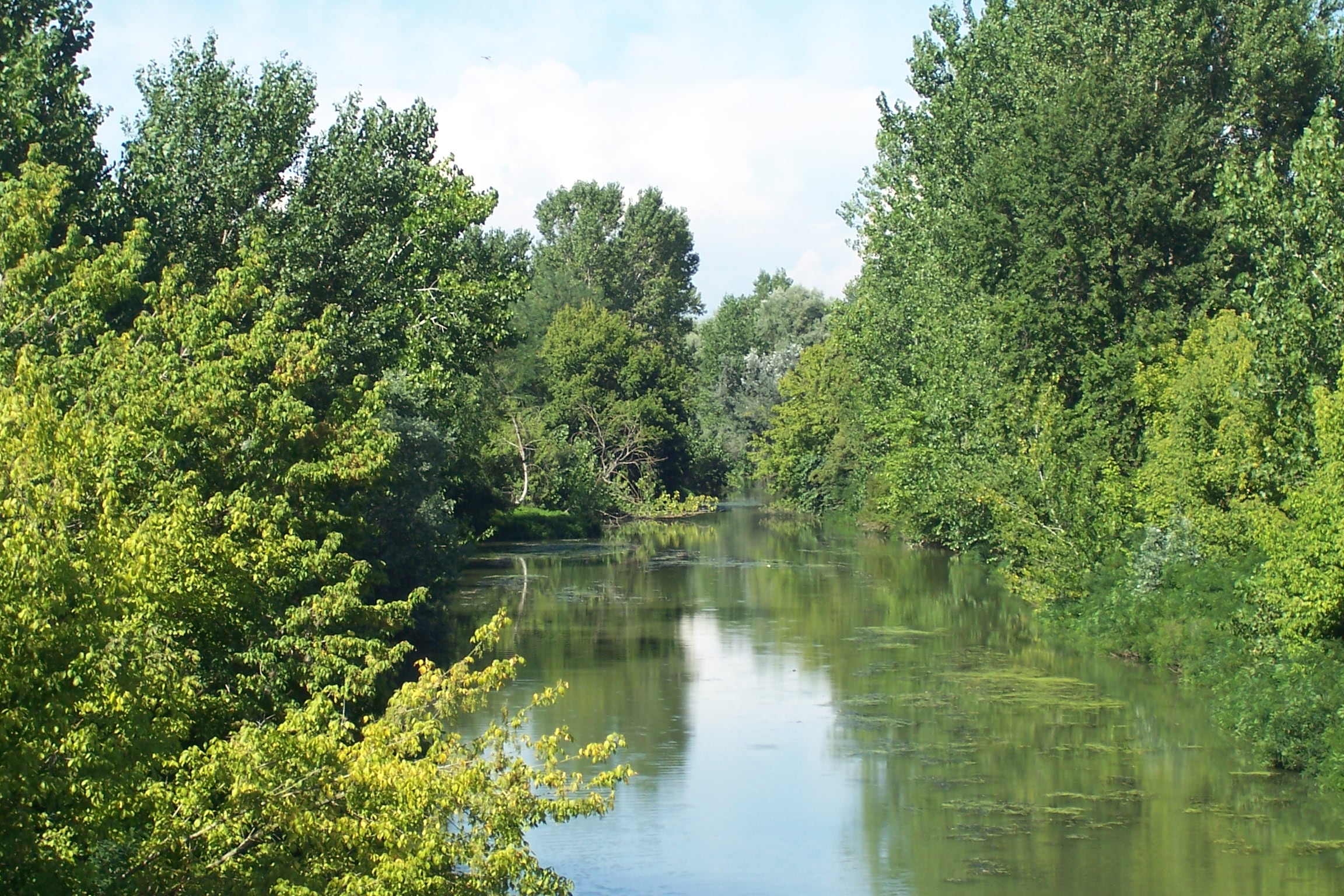
Le fleuve avant San Zenone al Po

### Le territoire de naissance

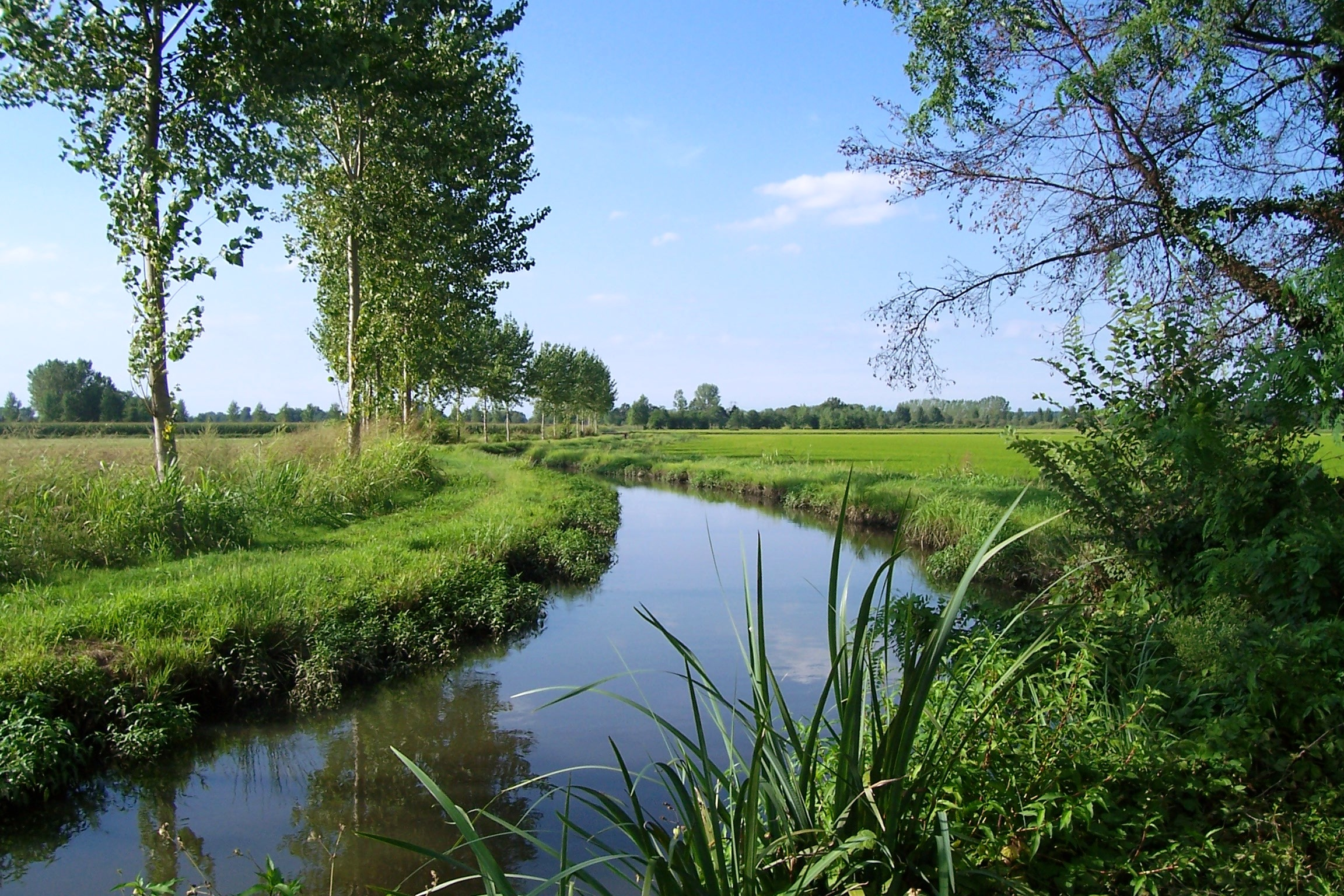
L'Olonetta dans paysage de la Bassa
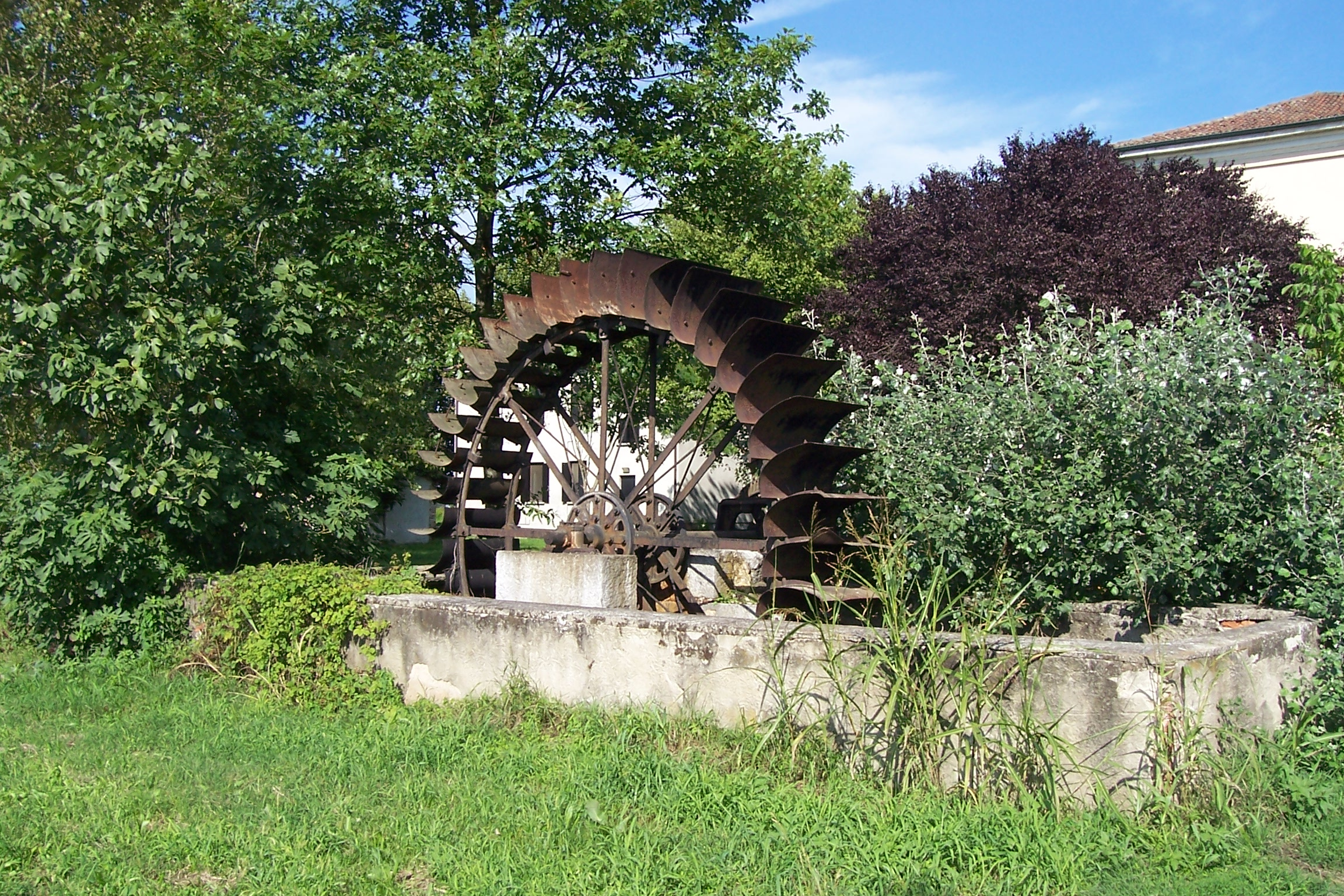
Settimo, la roue du moulin actionnée par la source
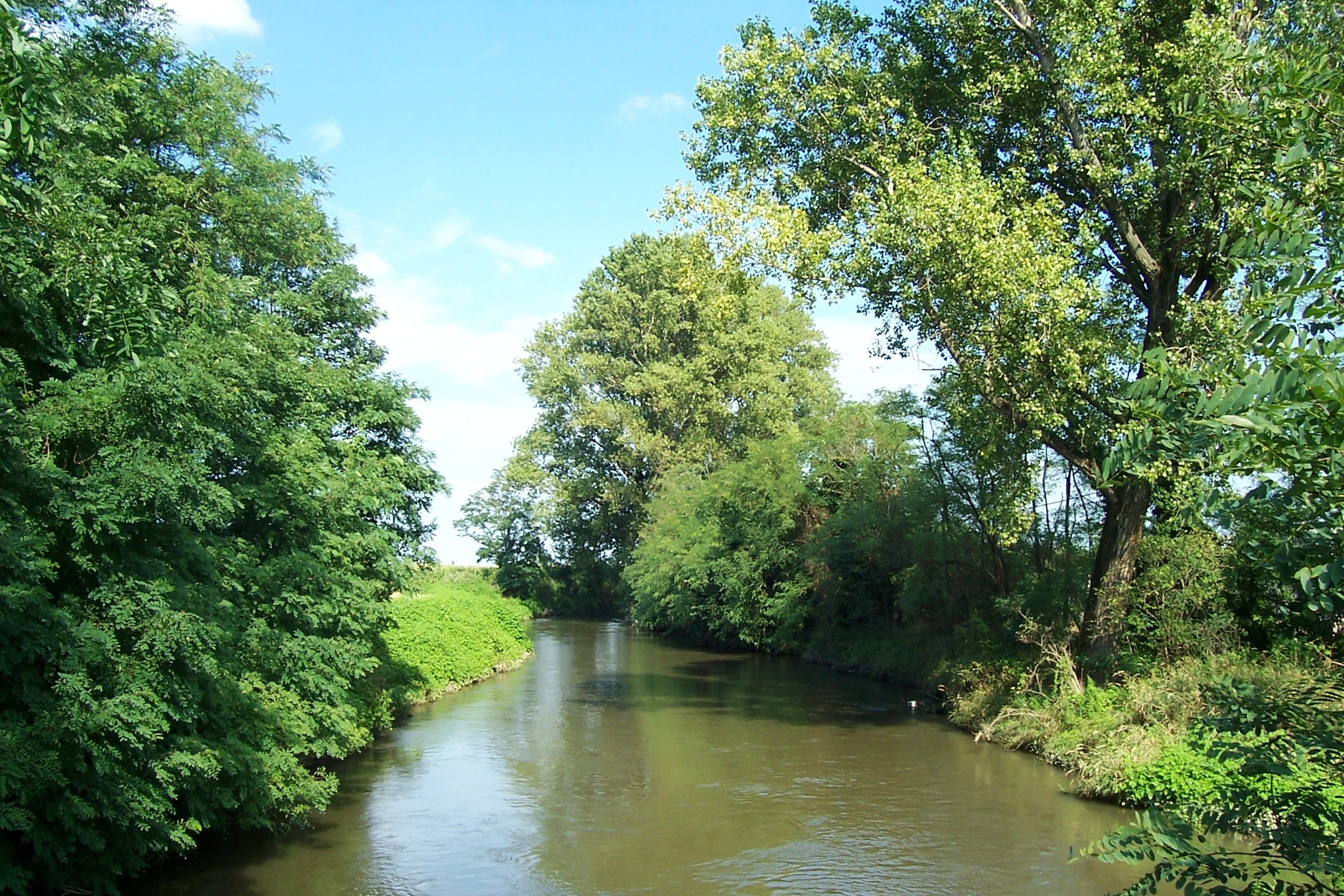
Le "Roggione" à Corbesate
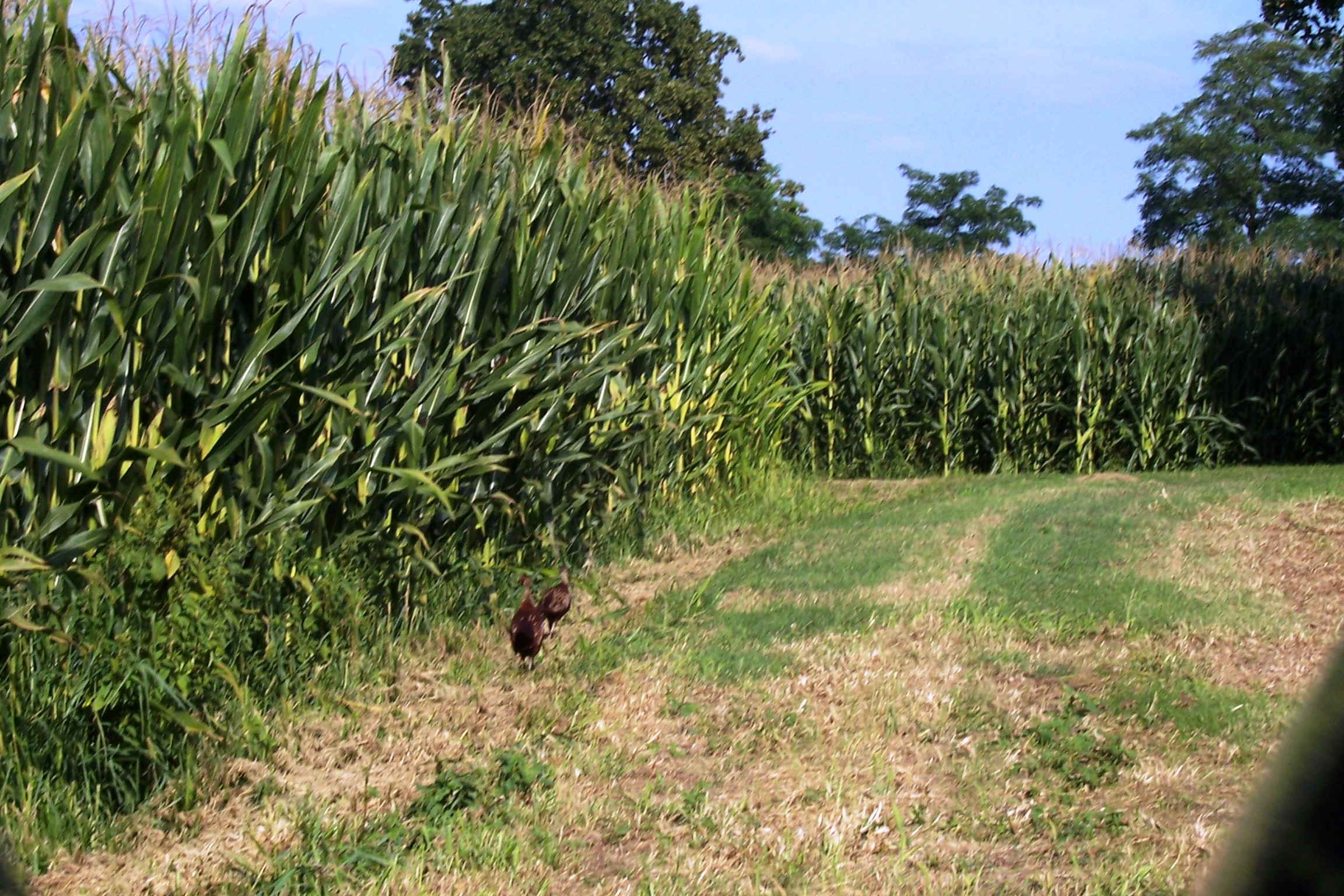
Fagiani parmi le maïs à cascina Settimo
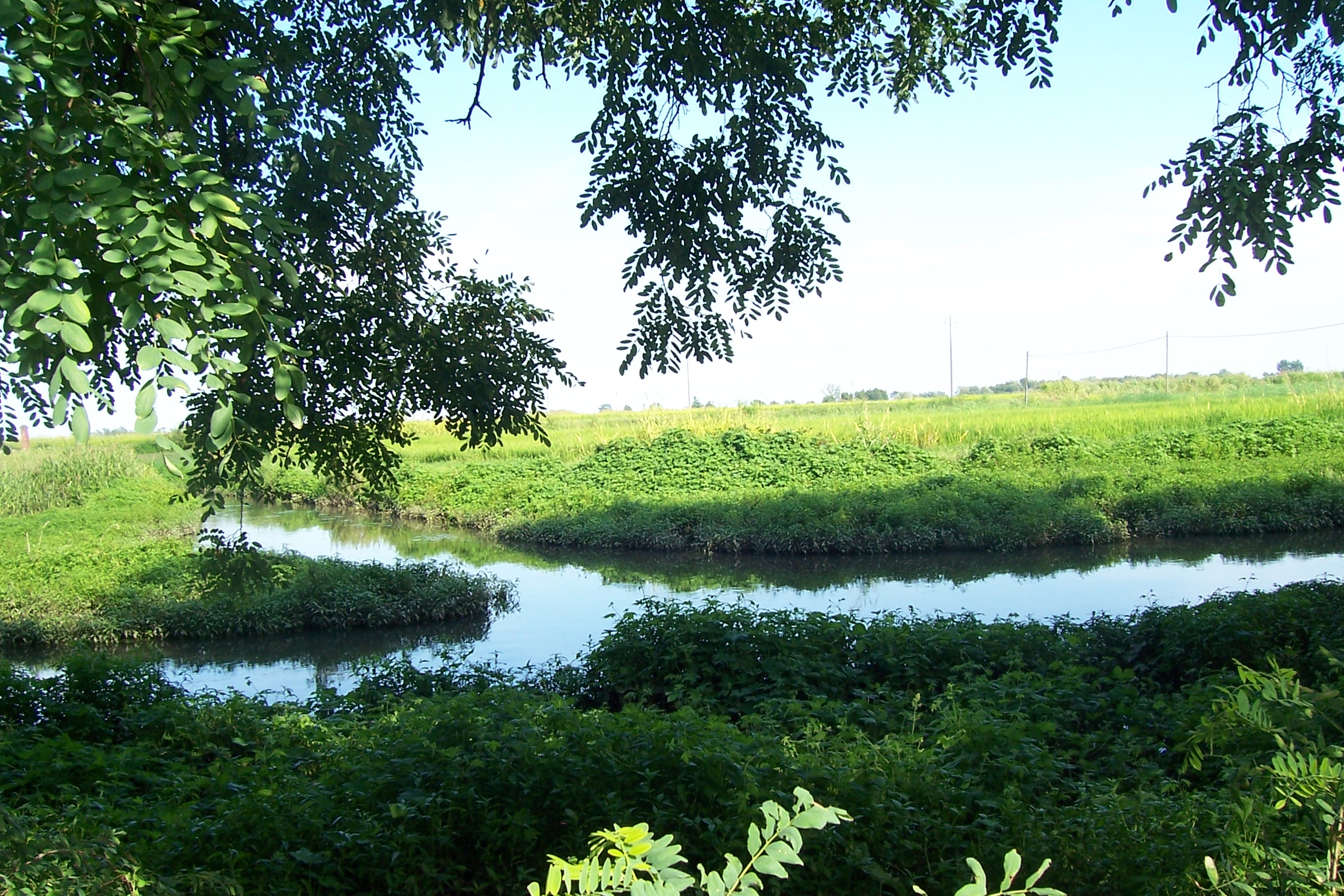
La roggia Misiana débouchant dans l'Olonetta
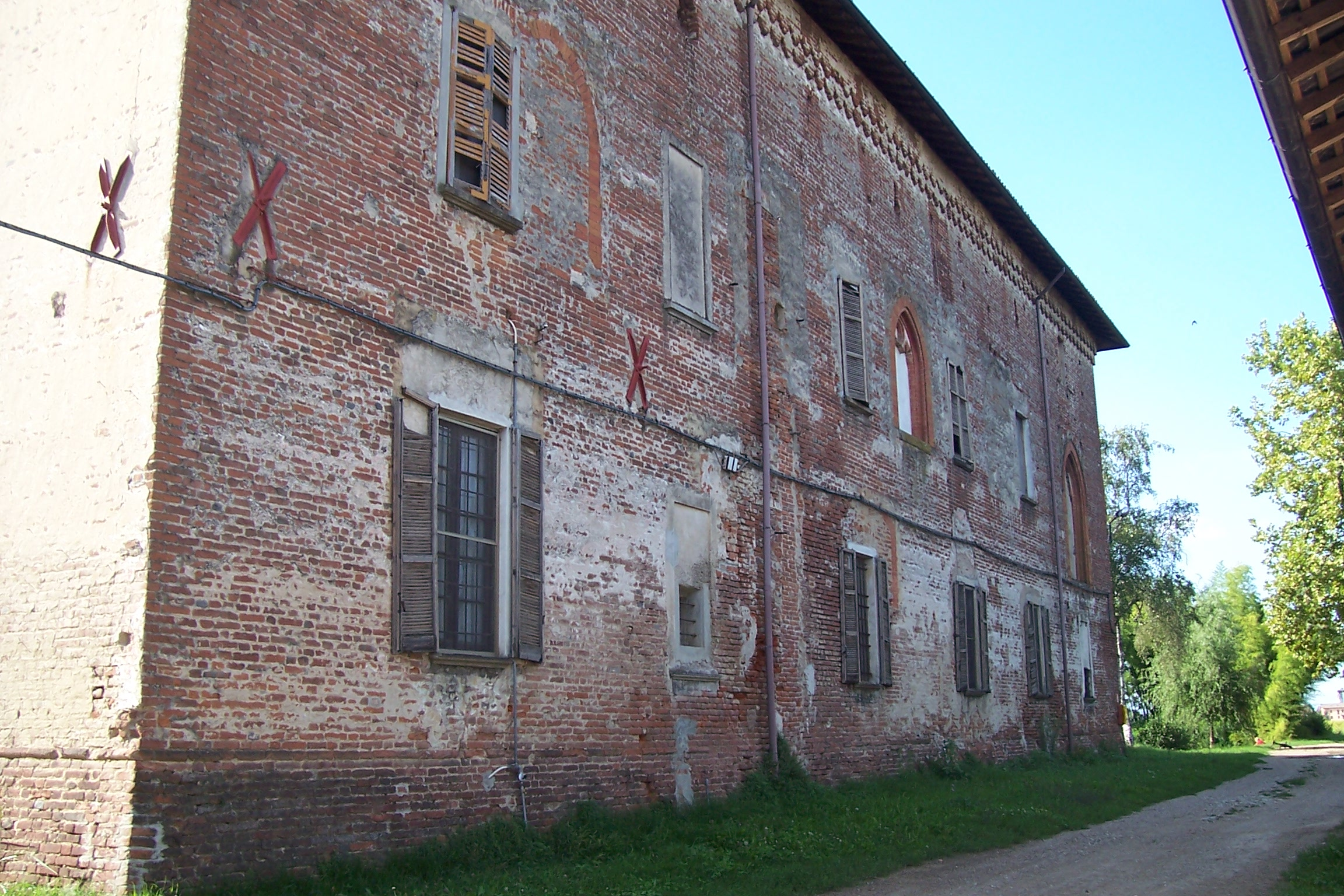
L’antique château de Bornasco, du XIIIe siècle